# Kriegeriales
Kriegeriales é uma ordem de fungos, os quais são na sua maioria leveduras. Podem ser encontrados numa grande variedade de ambientes, desde águas árticas a fetos tropicais.

## Taxonomia
A maioria das espécies agora reconhecidas como sendo membros de Kriegeriales foi durante muito tempo classificada como incertae sedis (o que quer dizer que a sua colocação exacta é desconhecida) na classe Microbotryomycetes. Recentemente, a ordem foi descrita com base em evidência obtida de dados de sequenciação de ADN que mostraram que uns recém-descobertos género e espécie de levedura neotropical, denominada Meredithblackwellia eburnea, era um parente próximo de várias espécies não colocadas dos géneros Kriegeria, Camptobasidium e Glaciozyma e algumas outras leveduras de Basidiomycota. Kriegeriales divide-se em duas famílias: Kriegeriaceae e Camptobasidiaceae. Camptobasidiaceae foi descrita por R.T. Moore quem a colocou em Atractiellales, porém, os dados de sequenciação de ADN mostram agora que Camptobasidium pertence a Microbotryomycetes em lugar de Atractiellomycetes. Até agora, existem dois géneros descritos em Kriegeriaceae, Kriegeria e Meredithblackwellia, e dois em Camptobasidiaceae, Camptobasidium e Glaciozyma.